# Huferkrankungen
Am Huf des Pferdes können zahlreiche Erkrankungen auftreten.

## Strahlfäule

Ein durch Fäulnis völlig zerstörter Hufstrahl

Die Strahlfäule ist eine bakterielle Erkrankung des Strahls, hervorgerufen durch mangelnde Huf- und Stallpflege. Beim Auskratzen der Hufe fällt ein fauliger, beißender Geruch auf. Es entstehen Hohlräume, die von einer schwarzen Masse ausgefüllt sind. Lahmheit tritt erst in fortgeschrittenen Fällen auf.

## Hufabszess
Eine eitrige Entzündung der Huflederhaut wird als Hufabszess bezeichnet. Die befallenen Pferde zeigen meist eine hochgradige Lahmheit und eine höhere Temperatur an dem befallenen Huf. Die Behandlung erfolgt durch ein punktuelles Einschneiden in den Huf, sodass der Eiter abfließen kann. Häufig wird der Huf durch vorheriges Tränken angeweicht, um ein „Durchbrechen“ des Abszesses zu erreichen. Anschließend wird ein Hufverband mit Ethacridin (oder einem ähnlichen Wirkstoff) angelegt, um die entstandene Wunde antiseptisch zu behandeln. Sobald sich Granulationsgewebe gebildet hat, kann die Wunde mit Heilerde abgedeckt werden.

## Hufgeschwür/Hornmazeration
Ein Hufgeschwür ist eine Entzündung im Huf. Ein eingetretener Stein kann schon die Ursache für ein solches Geschwür sein. Entgegen der häufigen Meinung, dass dieser in den Huf wandere, übt er Druck auf den Huf aus. Wenn die Huflederhaut durch einen Druck überreizt wird, kann es zu eitrigen Entzündungen kommen – einem Hufgeschwür. Ein Schmerzsignal tritt dann auf, wenn das innerhalb der Hornkapsel eingeschlossene Mazerationsprodukt einen Druck auf die benachbarten Lederhautabschnitte ausübt. Hufgeschwüre können sich zu Hufabszessen entwickeln, wenn eine septische Entzündung der eröffneten Hufbereiche hinzukommt. Starke Lahmheiten sind die Folge. Hufgeschwüre haben nahezu immer ihre Ursache in einer unphysiologischen Belastungssituation.
Bis Tierarzt oder Hufschmied eintreffen, kann bereits etwas Vorarbeit mit einem Rivanol-Aufguss geleistet werden. Ein solcher Aufguss kann auch dazu führen, dass sich das Hufgeschwür eröffnet. Da der Druck nachlässt, sobald der Eiter abfließen kann, lassen die Schmerzen nach. Hufgeschwüre behandelt meistens der Hufschmied. Dieser schneidet den Huf so weit ein, bis er zum Geschwür vorstößt, so kann das Geschwür aus dem Loch herauseitern. Manchmal muss der Eiter auch oben aus dem Kronrand heraus. Dies erreicht man mit Zugsalbe oder Leinsamen. Außerdem sollte der Huf drei- bis viermal täglich mit Schmierseife und Wasser ausgespült werden, damit der Huf leichter aufbricht.

## Hornsäule

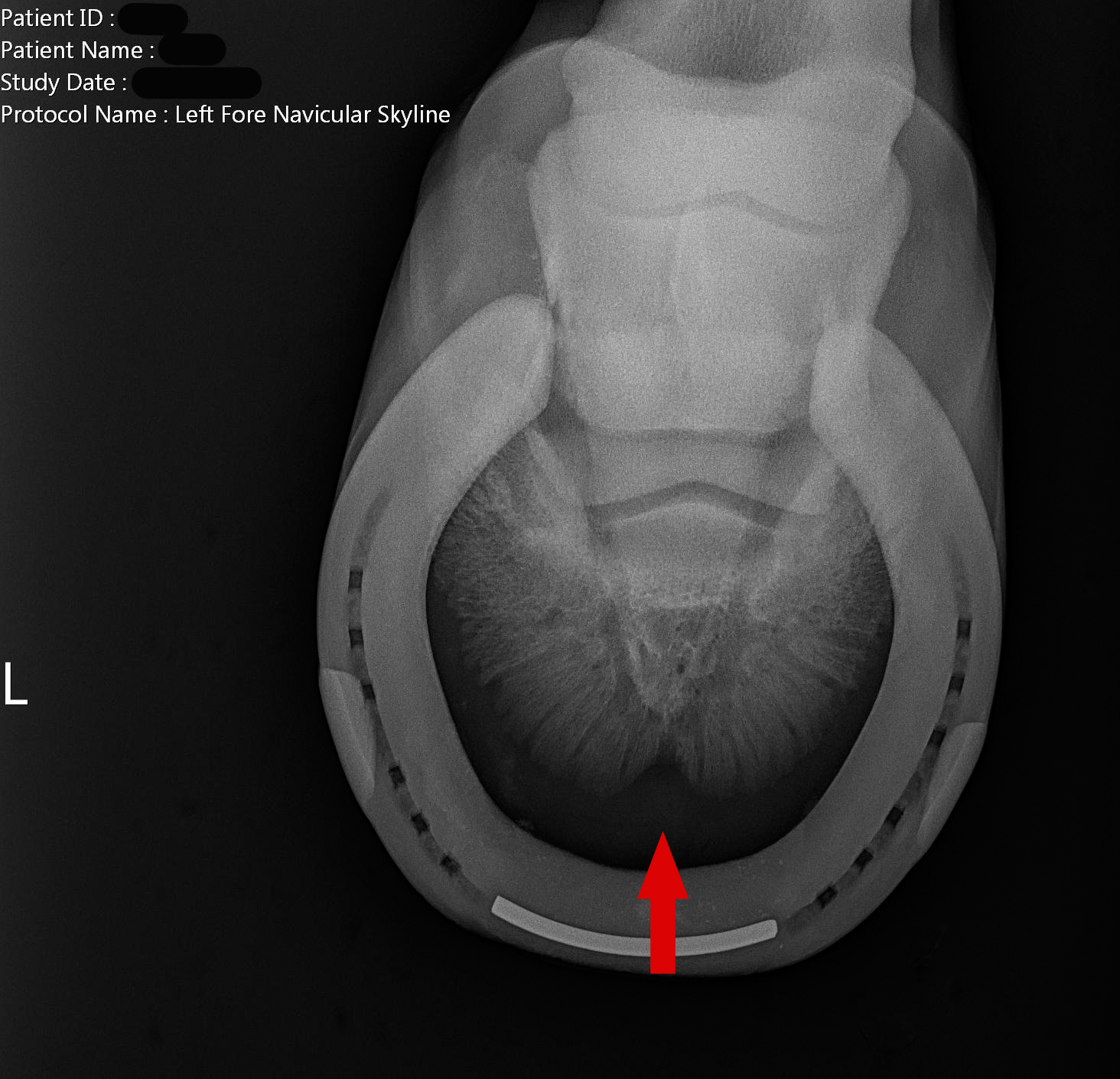
Deformierter Hufknochen einer 4-jährigen Vollblutstute im Zusammenhang mit einer Hornsäule

Eine Hornsäule bildet sich an der Innenfläche der Hornwand des Hufes. Die Lederhaut produziert in einem umgrenzten Bereich mehr Keratin als für die Hornkapsel des Hufs gebraucht wird. Diese Zubildung auf der Innenseite der Hornkapsel drückt ihrerseits auf die Lederhaut und indirekt auf den darunterliegenden Hufknochen. Dieser kann zur Druckentlastung mit einem Abbau des Knochengewebes reagieren, wodurch eine Kerbe (Usur genannt) gegenüber der Hornsäule entsteht und der Knochen so instabil werden kann, dass er bricht. Die Knochendeformation zeigt sich auch auf dem Röntgenbild. Eine Kerbe im Hufknochen zeigt die Stelle der Hornsäule.
Hornsäulen entstehen beispielsweise durch Verletzungen des Kronrandes und/oder einer Entzündung der Huflederhaut.
Lahmheit kann folgen.
Nach derzeitigem Stand der Medizin (2017) wird eine Hornsäule aus dem Huf entfernt, indem der Huf über der Hornsäule gespalten und in einem schmalen Bereich die komplette Hornwand inklusive Hornsäule herausgeschnitten wird. Der Huf muss dann von oben wieder nachwachsen, das dauert ca. ein Jahr. In der Zwischenzeit muss man dafür Sorge tragen, dass der gespaltene Huf sich weder verformt noch infiziert, was üblicherweise durch einen häufig zu wechselnden Spezialverband und einen therapeutischen Beschlag erreicht wird; viel bewegen darf sich das Tier während dieser Zeit auch nicht.
Alternativ ist es offenbar in einigen Fällen gelungen, das überschüssige Keratin von der Hufunterseite aus „herauszulöffeln“, ohne die tragende Hornwand zu unterbrechen, wobei diese Prozedur bei jedem Verbandwechsel, also alle zwei Tage, wiederholt werden muss, bis der Huf wieder in Normalform nachgewachsen ist. Das waren aber Fälle, wo die Hornsäule nicht bis zum Kronenrand reichte.
Solange das Tier weder lahmt noch eine Deformation des Hufknochens erkennbar ist, handelt es sich um einen Zufallsbefund, der nicht behandelt werden muss.

## Hufrehe
Die Hufrehe ist eine Entzündung der Huflederhaut, zumeist ausgelöst durch Stoffwechselprobleme, die im Extremfall zur Ablösung der gesamten Hufkapsel – dem so genannten Ausschuhen – führen kann.
Bei Hufrehe werden verschiedene Rehebeschläge verwendet oder alternative Therapien diverser Hufpflegeschulen durchgeführt.

## Hufrollenentzündung
Die Hufrollenentzündung entsteht meist durch Überlastung der Vorhand. Da sie den Knochen des Strahlbeins angreift, ist sie irreversibel und führt in der Regel zur Unreitbarkeit des betroffenen Pferdes.
Die Hufpflegeschule nach Straßer sieht eine häufige Ursache für eine Hufrollenentzündung in dem vernachlässigten Kürzen der Eckstreben sowie untergeschobenen Trachten, die zu einem Zwanghuf führen. Die Eckstreben werden hierdurch von unten in den Huf und gegen den Hufrollenmechanismus gedrückt, welches zur Lahmheit des Pferdes und zur Auslösung eines entzündlichen Prozesses an der Hufrolle führt. Der anatomisch korrekte Ausschnitt des Hufes, insbesondere das „Ausgraben“ der Eckstreben, sowie die Weitung des Zwanghufes durch Wiederherstellen des Hufmechanismus können nach Straßer zur Beseitigung der Lahmheit und der Hufrollenentzündung führen.

## Hufverletzungen
Der Ballentritt ist eine Verletzung des Ballens, die sich das Pferd selbst zufügt, wenn es zu weit ausgreifend mit den Hinterhufen in die Ballen der Vorderhufe tritt oder ein anderes Pferd ihm auf die Ballen der hinteren Gliedmaße tritt. Als Kronentritt bezeichnet man entsprechend eine durch die Vorderhufe verursachte Trittverletzung an den Hinterbeinen im Bereich der Krone.

## Lose Wand
Bie der „losen Wand“ zerfällt das Horn der weißen Linie, vor allem durch Überlastung bei sehr schräger Hufwand. Die Behandlung erfolgt durch Ausfüllen der Defekte und Abdeckung mit Holzteer.

## Platthuf/Flachhuf
Platthuf oder Flachhuf bezeichnet eine Hufform, bei welcher die Sohle kein ausgeprägtes Gewölbe hat, und dessen Zehenwand sowie teilweise die Seitenwände eine flache Neigung haben und zuweilen nicht gerade verlaufen, sondern wie ein Grammophontrichter gegen den Boden aufgeweitet sind. Ursache kann u. a. eine Entzündung (Rehe) sein, wodurch sich die Hufwand teilweise vom Hufbein gelöst hat bzw. der Hufbeinträger sich stark verbreitert hat und das Hufbein sich gesenkt hat. Eine Therapie ist langwierig, aber fast immer möglich.

## Steingallen
Steingallen (Nageltritt, blaue Mäler) entstehen durch Quetschung und Entzündung der Huflederhaut besonders an den Vorderhufen von Pferden.

## Untergeschobene Trachten

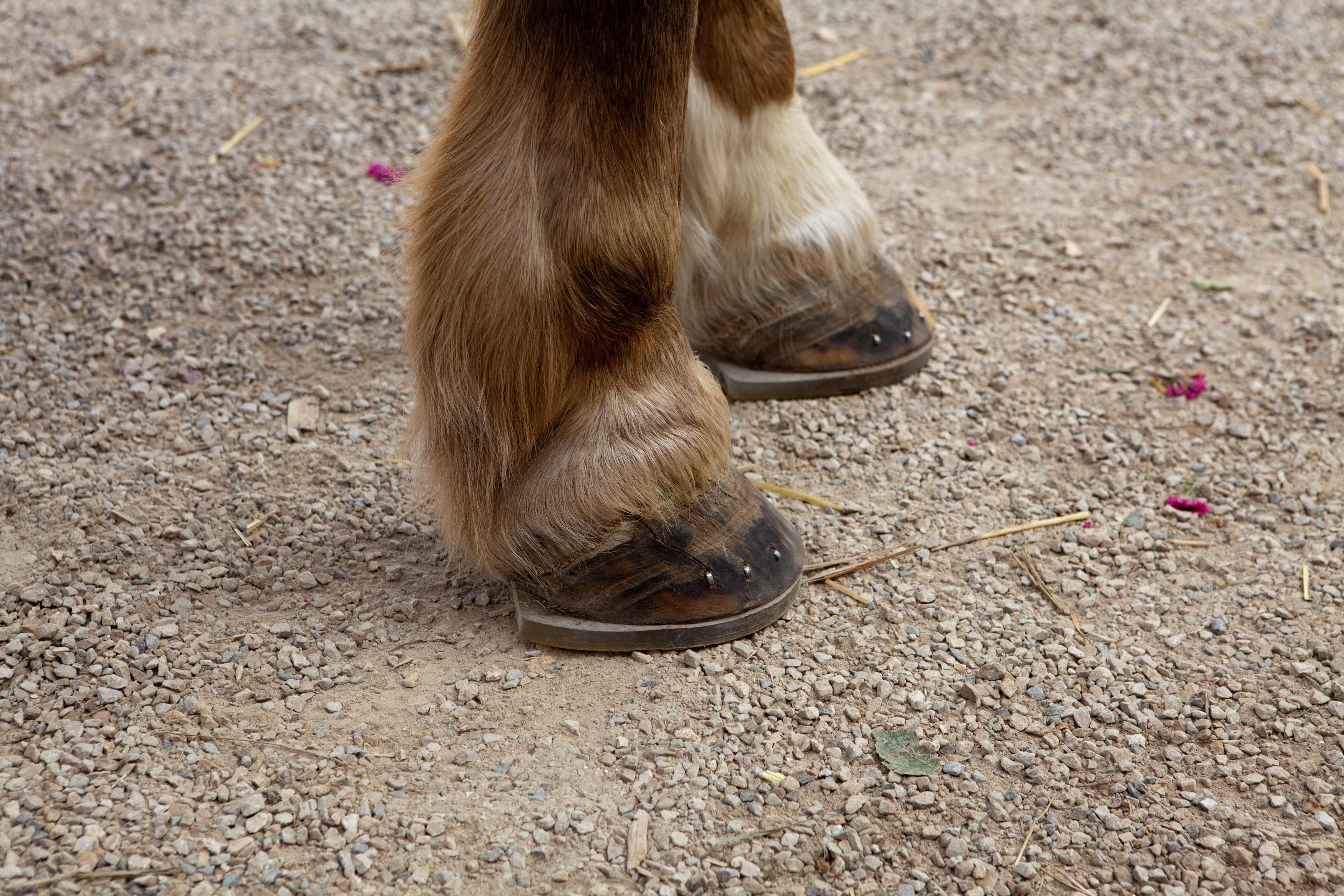
Hufprothese zur orthopädischen Korrektur.

Unter untergeschobenen Trachten versteht man eine Verformung der hinteren Bereiche der Hornkapsel, bei der sich die Hornröhrchen der Hufwand flach legen und unter den Huf schieben.
Untergeschobene Trachten entstehen entweder durch eine zu lange Hufzehe oder bei zu starkem Hornabrieb im hinteren Bereich des Hufes durch das Tragen von Eisen. Ein Pferd mit untergeschobenen Trachten bekommt beim Auffußen starken Druck auf die Hufzehe, weshalb es vermehrt die Ferse belastet, wodurch die Zehe keinen Abrieb mehr erhält und immer weiter nach vorne wächst. Eine huforthopädische Korrektur der untergeschobenen Trachten ist deshalb auf jeden Fall notwendig.

## Zwanghuf
Unter einem Zwanghuf versteht man eine Deformation der Hornkapsel in der Art, dass der Tragrand im Bereich der Trachten so steil steht und die Trachten so eng sind, dass der Strahl eingeengt wird. Im Extremfall gehen die Trachtenendkanten nach unten nicht auseinander, sondern sind parallel oder gehen sogar zusammen. Die Folge ist, dass der Huf sich beim Auffußen nicht weitet, sondern verengt, was Schmerzen verursacht und zur Lahmheit führen kann.
Es wird im Detail unter Kronenzwanghuf, Tragerandzwanghuf, Trachtenzwanghuf, Sohlenzwanghuf unterschieden.